# John Richard Keating
John Richard Keating (* 20. Juli 1934 in Chicago, Illinois; † 22. März 1998) war ein US-amerikanischer Geistlicher und Bischof von Arlington.

## Leben
John Richard Keating empfing am 20. Dezember 1958 das Sakrament der Priesterweihe.
Am 7. Juni 1983 ernannte ihn Papst Johannes Paul II. zum Bischof von Arlington. Der Apostolische Delegat in den Vereinigten Staaten, Erzbischof Pio Laghi, spendete ihm am 4. August desselben Jahres die Bischofsweihe; Mitkonsekratoren waren der Bischof von Great Falls, Thomas Joseph Murphy, und der Bischof von Allentown, Thomas Jerome Welsh.